# Ралли Японии

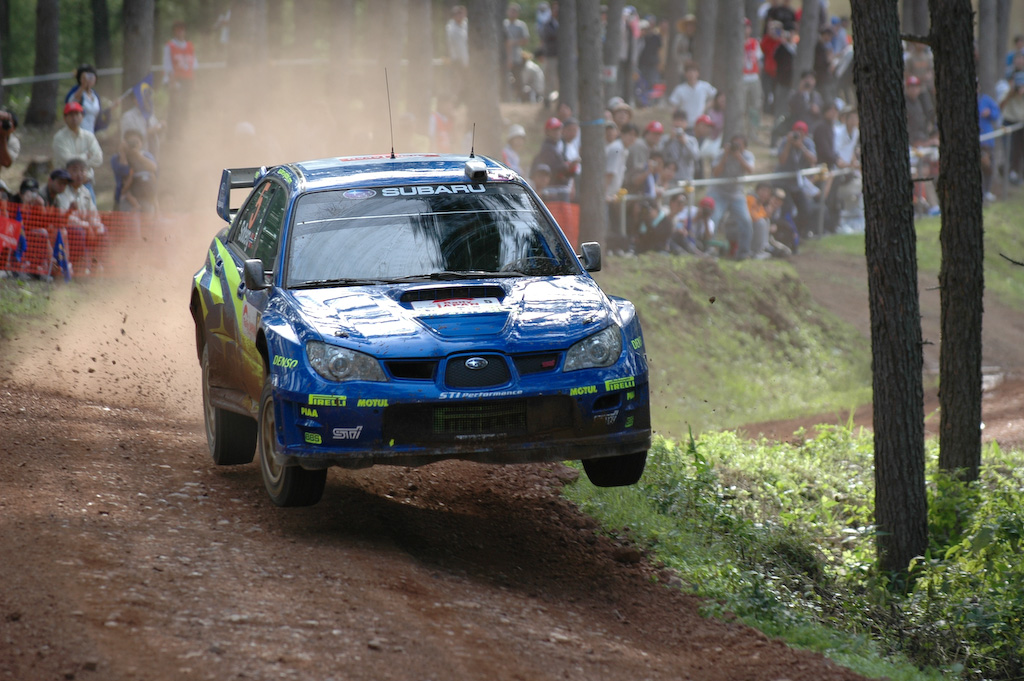
Петтер Сольберг на Ралли Японии 2006

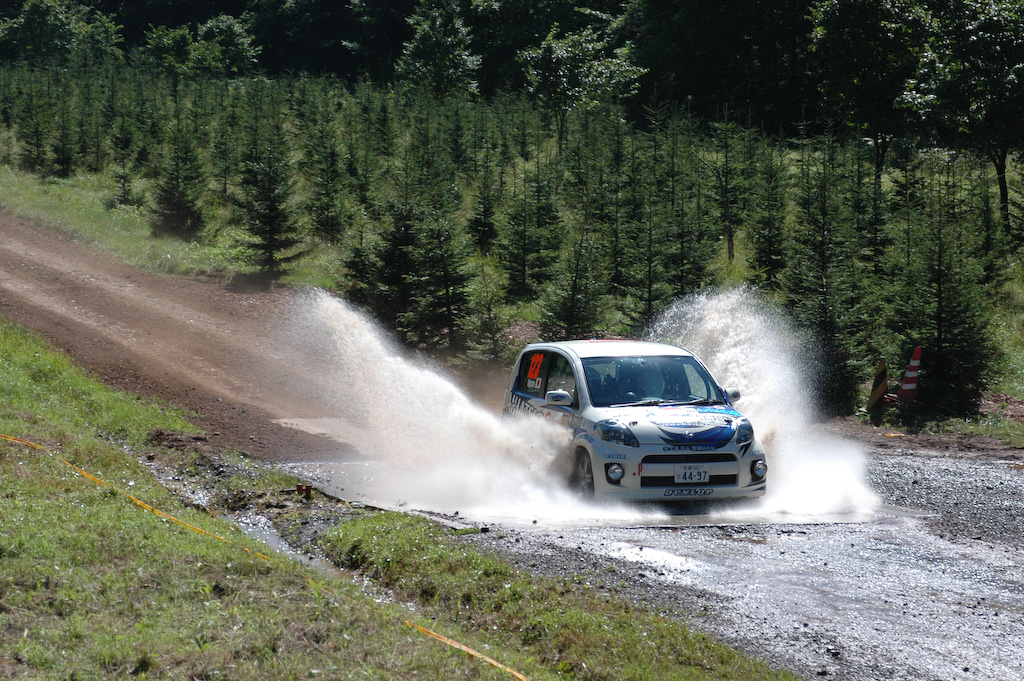

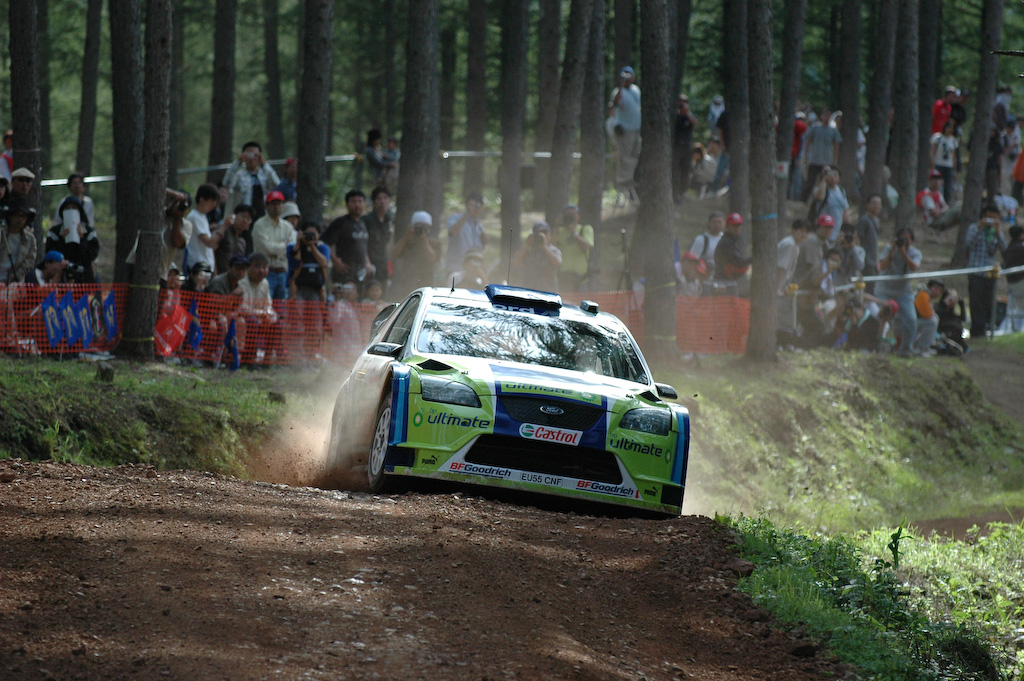
Маркус Гронхольм (2006)

Ралли Японии (яп. ラリージャパン) — раллийная гонка в рамках чемпионата мира, проходящая на территории Японии на острове Хоккайдо.
Мероприятие дебютировало в чемпионате мира в сезоне 2004 года и до 2007 года проходило на извилистых и узких гравийных дорогах района Токати недалеко от Обихиро. В 2008 году было перенесено в регион недалеко от Саппоро, главного города Хоккайдо. Ралли Японии не состоялось в 2009 году, но вернулось в 2010 на один год. На 2020 год было запланировано возвращение японского этапа в календарь чемпионата мира на новом месте, в Нагое, но из-за пандемии COVID-19 перенесено на 2021 год.
Микко Хирвонен и Элфин Эванс со своими двумя победами в Японии являются единственными пилотами, которые выигрывали этот этап более одного раза. Также примечателен тот факт, что на японском ралли побеждали исключительно европейские пилоты, и только один из них был за рулём японского автомобиля.

## История
Ралли Хоккайдо впервые было организовано в 2002 году в рамках чемпионата Азиатско-Тихоокеанского региона по ралли (APRC) , а после двух успешных гонок было переименовано в «Ралли Японии» и внесено в расписание чемпионата мира 2004 года. Первый этап в рамках мирового первенства выиграл действующий чемпион мира Петтер Сольберг из команды Subaru World Rally Team. В 2005 году произошло разделение на Ралли Японии в рамках чемпионата мира и Ралли Хоккайдо в рамках чемпионата Азиатско-Тихоокеанского региона. Ралли Японии выиграл Маркус Гронхольм на Peugeot 307 WRC, опередив Себастьена Лёба. И это была последняя победа заводской команды Peugeot. Маркус посвятил победу памяти Майкла Парка, который был штурманом его напарника Маркко Мяртина. Парк погиб на предыдущем этапе в Великобритании в результате столкновения с деревом. Это был первый смертельный случай в чемпионате мира за двадцать лет.
На следующий год Лёб и Гронхольм поменялись местами в финишном протоколе. Француз одержал 27-ю победу и именно на Ралли Японии 2006 года стал рекордсменом чемпионата мира по количеству побед, опередив Карлоса Сайнса.
Ралли Японии 2007 года ознаменовалось тем, что на нём сошли оба претендента на чемпионский титул – Лёб и Гронхольм. Финн сошёл в первый же день после того, как повредил каркас безопасности, а француз выбыл на следующий день после ошибки штурмана. Победу одержал другой финн, Микко Хирвонен.

## Победители
| Год  | Пилот            | Автомобиль              |       |
| ---- | ---------------- | ----------------------- | ----- |
| 2004 | Петтер Сольберг  | Subaru Impreza WRC 2004 | Отчёт |
| 2005 | Маркус Гронхольм | Peugeot 307 WRC         | Отчёт |
| 2006 | Себастьен Лёб    | Citroën Xsara WRC       | Отчёт |
| 2007 | Микко Хирвонен   | Ford Focus RS WRC 07    | Отчёт |
| 2008 | Микко Хирвонен   | Ford Focus RS WRC 08    | Отчёт |
| 2010 | Себастьен Ожье   | Citroën C4 WRC          | Отчёт |
| 2022 | Тьерри Невилль   | Hyundai i20 N Rally1    | Отчёт |
| 2023 | Элфин Эванс      | Toyota GR Yaris Rally1  | Отчёт |
| 2024 | Элфин Эванс      | Toyota GR Yaris Rally1  | Отчёт |